# (31736) 1999 JR73
1999 JR73 (asteroide 31736) é um asteroide da cintura principal. Possui uma excentricidade de 0.11177800 e uma inclinação de 10.24237º.
Este asteroide foi descoberto no dia 12 de maio de 1999 por LINEAR em Socorro.